# Felipe Ángeles, Calakmul
Felipe Ángeles är en ort i Mexiko.   Den ligger i kommunen Calakmul och delstaten Campeche, i den östra delen av landet, 1 000 km öster om huvudstaden Mexico City. Felipe Ángeles ligger 209 meter över havet och antalet invånare är 332.
Terrängen runt Felipe Ángeles är platt, och sluttar österut. Runt Felipe Ángeles är det mycket glesbefolkat, med 2 invånare per kvadratkilometer. Närmaste större samhälle är La Virgencita de la Candelaria, 8,7 km nordväst om Felipe Ángeles. I omgivningarna runt Felipe Ángeles växer i huvudsak städsegrön lövskog.